# La Aldea, Michoacán de Ocampo
La Aldea är en ort i Mexiko.   Den ligger i kommunen Morelia och delstaten Michoacán de Ocampo, i den södra delen av landet, 210 km väster om huvudstaden Mexico City. La Aldea ligger 1 908 meter över havet och antalet invånare är 6 162.
Terrängen runt La Aldea är platt västerut, men österut är den kuperad. Runt La Aldea är det ganska tätbefolkat, med 124 invånare per kvadratkilometer. Närmaste större samhälle är Morelia, 7,0 km sydväst om La Aldea. I omgivningarna runt La Aldea växer huvudsakligen savannskog.